# Buk k Osvinovu
Buk k Osvinovu je památný strom buk lesní (Fagus sylvatica) v Krušných horách v Přírodním parku Stráž nad Ohří v okrese Karlovy Vary v Karlovarském kraji. 
Roste v nadmořské výšce 500 m na okraji bukového porostu ve strmém svahu těsně pod hranou terasy nad pravým břehem Osvinovského potoka, pod silnicí z Osvinova do Krásného Lesa. Vrůstá do kamenité stráně a díky erozi jsou zřetelně viditelné dlouhé vypreparované kořeny, proplétající se čedičovou sutí.
Stáří stromu bylo v roce vyhlášení odhadováno na 300 let. Koruna stromu sahá do výšky 23 m, obvod kmene měří 455 cm (měření 2014).
Buk je chráněn od roku 1986 jako krajinná dominanta a strom významný stářím a vzrůstem.

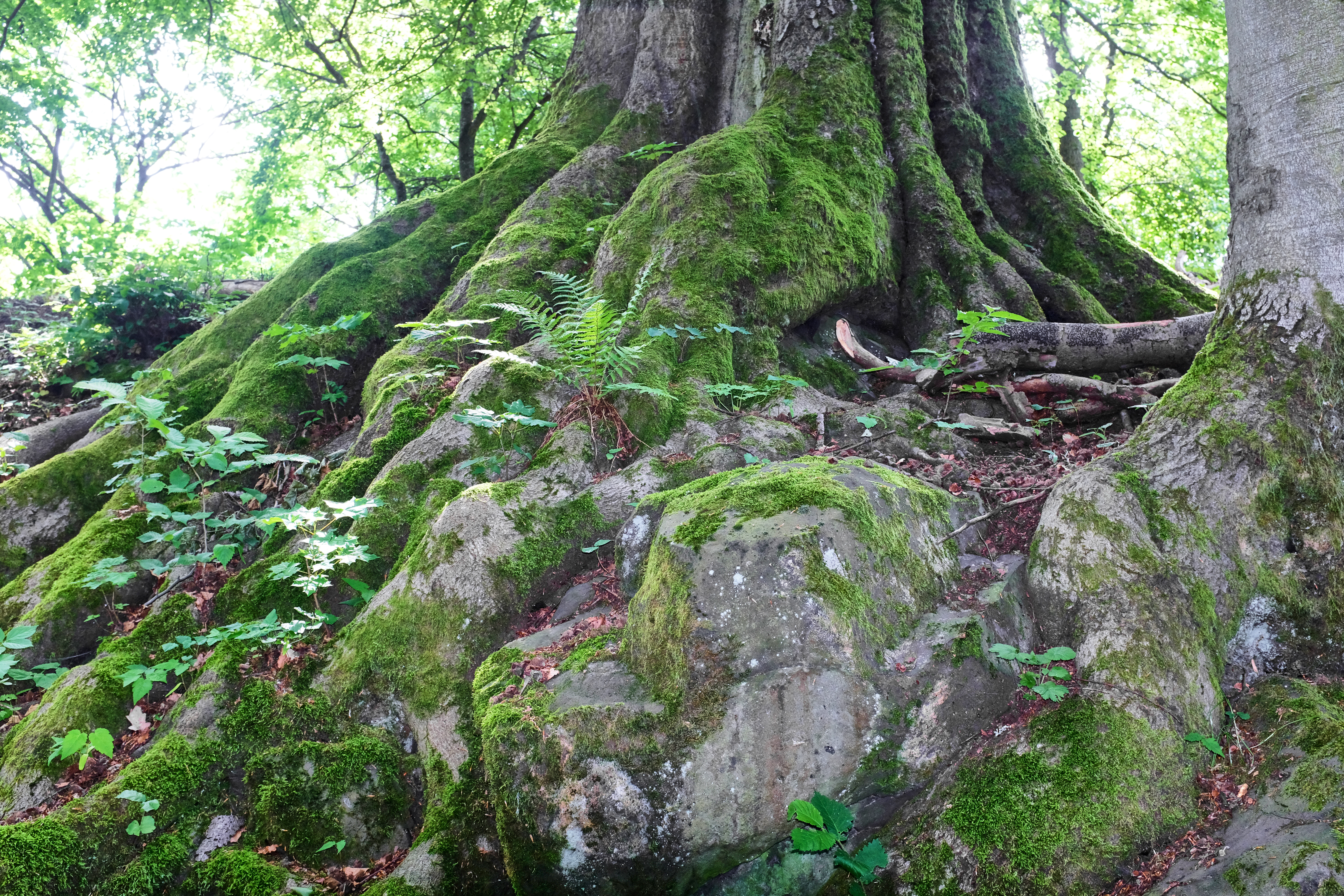
Kořenové náběhy

## Stromy v okolí
- Břek u Horního hradu
- Jasan u kovárny
- Duby u Panské louky
- Lípa v Osvinově